# شوكول صحن على (كوشك)
شوكول صحن على (بالفارسية: شوکل صحن‌علی) هي منطقة سكنية تقع في إيران في قسم كوشك الريفي. يقدر عدد سكانها بـ 0 نسمة بحسب إحصاء 2016.